# Gunung Titiakar
Gunung Titiakar är ett berg i Indonesien.   Det ligger i provinsen Aceh, i den västra delen av landet, 1 500 km nordväst om huvudstaden Jakarta. Toppen på Gunung Titiakar är 426 meter över havet, eller 302 meter över den omgivande terrängen. Bredden vid basen är 9,2 km.
Terrängen runt Gunung Titiakar är platt åt nordost, men åt sydväst är den kuperad.Runt Gunung Titiakar är det ganska tätbefolkat, med 155 invånare per kvadratkilometer. I omgivningarna runt Gunung Titiakar växer i huvudsak städsegrön lövskog.